# Neptis sumba
Neptis sumba är en fjärilsart som beskrevs av William Doherty 1891. Neptis sumba ingår i släktet Neptis och familjen praktfjärilar. Inga underarter finns listade i Catalogue of Life.